# Szkolnictwo ludowego Wojska Polskiego

## Geneza

### Szkolnictwo Armii Polskiej w ZSRR
Szkolnictwo wojskowe Armii Polskiej w ZSRR opierało się na pododdziałach szkolnych (szkołach oficerskich), które powstały w okresie formowania 1 Dywizji Piechoty, a następnie 1 Korpusu. W czerwcu 1943 dowódca 1 DP powołał do życia 1 samodzielny batalion szkolny. W jego skład wchodziła kompania podchorążych, złożona z dwóch plutonów piechoty, plutonu ciężkich karabinów maszynowych i plutonu moździerzy. Po przekształceniu 1 Dywizji Piechoty w 1 Korpus w oparciu o dotychczasową kompanię podchorążych zostały zorganizowane dwa bataliony szkolne podchorążych, nadal szkolące specjalistów piechoty, ciężkich karabinów maszynowych i moździerzy. W 2 batalionie szkolnym została utworzona kobieca kompania moździerzy. W ten sposób powstała Szkoła Oficerska 1 Korpusu Polskich Sił Zbrojnych z siedzibą w Riazaniu na terenie radzieckiej Szkoły Oficerskiej im. Woroszyłowa.
17 marca została oficjalnie utworzona Centralna Szkoła Podchorążych Polskich Sił Zbrojnych w ZSRR, która składała się z trzech batalionów piechoty, batalionu ciężkich karabinów maszynowych, batalionu moździerzy, kompanii czołgów, kompanii łączności, kompanii saperów, dywizjonu artylerii i szwadronu kawalerii. Przygotowywała przyszłych oficerów różnych specjalności dla większości rodzajów wojsk.
W miarę jak rozwijały się Polskie Siły Zbrojne w Związku Radzieckim (przekształcenie korpusu w armię), wzrastał również stan etatowy szkoły. 7 czerwca 1944 szkoła liczyła: 36 oficerów, 133 podoficerów, 350 szeregowców oraz ok. 2 000 podchorążych stanu zmiennego. Niezależnie od tego w szkołach Armii Czerwonej (artylerii, pancernych, lotniczych, łączności, saperskich) uczyło się 2 846 podchorążych.
Ponieważ jednak potrzeby armii były znacznie większe, zorganizowano w Łucku kurs chorążych o stanie zmiennym 800 żołnierzy.
20 czerwca 1944 został wydany rozkaz nr 100 o utworzeniu Centrum Wyszkolenia Armii. Na jego czele stanął komendant o uprawnieniach dowódcy dywizji, podlegający bezpośrednio szefowi Głównego Sztabu Formowania.
Skład Centrum
- Centralna Szkoła Podchorążych
  - szkoła podchorążych piechoty
  - szkoła podchorążych kawalerii
  - szkoła podchorążych artylerii
  - szkoła podchorążych broni pancernej i zmotoryzowanej
  - szkoła podchorążych saperów
  - szkoła podchorążych łączności.
- Wyższa Szkoła Oficerska

WSO przygotowywała oficerów rodzajów wojsk, przeznaczonych na stanowiska od dowódcy kompanii (baterii) wzwyż. Zgodnie z etatem w Wyższej Szkole Oficerskiej miało się kształcić 750 oficerów różnych rodzajów wojsk. Zamierzano również przeszkolić pewną liczbę oficerów politycznych niemających do tej pory żadnego przygotowania wojskowego.
Ponadto zostały powołane kursy oficerskie:
- kurs dowódców batalionów piechoty i ich zastępców,
- kurs adiutantów dowódców batalionów i pomocników szefów sztabów,
- kurs dowódców kompanii piechoty, ciężkich karabinów maszynowych, moździerzy, fizylierów i zwiadowczych,
- kurs dowódców baterii artylerii,
- kurs dowódców kompanii łączności i ich zastępców,
- kurs dowódców kompanii saperów, ich zastępców i starszych adiutantów.

Łączny stan etatowy kursów liczył 350 osób.
Na podstawie rozkazu szefa Głównego Sztabu Formowania z 15 lipca 1944 została utworzona Centralna Szkoła Oficerów Polityczno-Wychowawczych.
23 lipca 1944 został wydany rozkaz formowania Szkoły Artylerii Armii.

### Szkolnictwo Wojska Polskiego na przełomie 1944/1945
Jesienią i zimą 1944 na bazie grup specjalistycznych wydzielonych z Centralnej Szkoły Podchorążych przystąpiono do formowania szkół oficerskich na terenie kraju. Były to:
- Oficerska Szkoła Piechoty nr 1 w Krakowie
- Oficerska Szkoła Piechoty nr 2 w Gryficach
- Oficerska Szkoła Czołgów w Chełmie
- Oficerska Szkoła Łączności w Zamościu
- Oficerska Szkoła Saperów w Przemyślu
- Zjednoczona Szkoła Lotnicza w Zamościu
- Oficerska Szkoła Poborowych w Lublinie
- Katedra Medycyny Wojskowej przy Uniwersytecie Lubelskim

Utworzono też armijne kursy chorążych, kursy intendentury i finansów.

## Szkolnictwo wojskowe po II wojnie światowej
Po wojnie  zapoczątkowano proces tworzenia wyższych uczelni wojskowych. Pierwszą z nich, podporządkowaną ministrowi obrony narodowej była reaktywowana w 1946 Akademia Wychowania Fizycznego. Typowa wyższa uczelnia typu akademickiego – Akademii Sztabu Generalnego – powstała w 1947, a w 1951 powołano Akademię Wojskowo-Polityczną.
System kształcenia kadry oficerskiej i podoficerskiej intensywnie rozbudowywano poprzez reorganizację istniejących i formowanie nowych szkół wojskowych. W styczniu 1946 utworzono Oficerską Szkołę Marynarki Wojennej. W maju powstała Oficerska Szkoła Lotnicza w Dęblinie i Techniczna Szkoła Lotnicza w Boernerowie. Utworzono też Oficerską Szkołę Samochodową i Oficerską Szkołę Wojsk Ochrony Pogranicza.
Szkoły oficerskie przygotowywały początkowo absolwentów na poziomie średniej szkoły zawodowej, a od 1967 na poziomie wyższych studiów inżynierskich. Oprócz szkół poszczególnych rodzajów wojsk, które funkcjonowały już w końcowym okresie II wojny światowej, swoje szkoły oficerskie miały również ważniejsze służby, jak: czołgowo-samochodowa, uzbrojenia, kwatermistrzowska i prawnicza. Liczba szkół oficerskich ulegała stopniowemu zmniejszeniu, co wiązało się z koncentrowaniem procesu kształcenia w zbliżonych specjalnościach w większych ośrodkach dysponujących rozbudowaną bazą techniczno-szkoleniową i odpowiednio przygotowaną kadrą dydaktyczną. Absolwent szkoły otrzymywał awans na pierwszy stopień oficerski i dyplom inżyniera określonej specjalności wojskowej z możliwością kontynuowania nauki na studiach II stopnia w uczelniach wojskowych lub cywilnych.
Kształceniem oficerów rezerwy od 1973 zajmowały się szkoły oficerów rezerwy, w których przeszkalano absolwentów wyższych uczelni cywilnych. W 1980 szkoły te przemianowano na szkoły podchorążych rezerwy. Funkcjonowały one przy szkołach oficerskich, centrach szkolenia i niektórych jednostkach wojskowych.
Wykształcenie na poziomie wyższym zapewniały szkoły wyższe, a potem akademie wojskowe. W akademiach tych, oprócz studiów II stopnia, uruchomiono studia podyplomowe oraz różnorodne kursy zawodowe i doskonalące zapewniając tym samym całkowitą autonomię szkolnictwa wojskowego.
Przygotowywaniem kadr na poziomie szkoły średniej zajęły się od połowy lat sześćdziesiątych nowo utworzone szkoły chorążych. Absolwenci tych szkół stworzyli całkiem nowy korpus osobowy chorążych pełniących funkcję średniej kadry technicznej niezbędnej do zapewnienia właściwej eksploatacji sprzętu bojowego.
Szkoleniem podoficerów zajmowały się zawodowe szkoły podoficerskie poszczególnych rodzajów wojsk i służb. Szkoły te, funkcjonujące często przy wyższych szkołach wojskowych, centrach szkolenia lub większych związkach taktycznych, korzystały z kadr specjalistycznych i bazy szkoleniowej tych ośrodków. Podnoszeniem kwalifikacji zawodowych podoficerów zajmowały się centra i ośrodki szkolenia, gdzie organizowano kursy specjalistyczne i doskonalące.

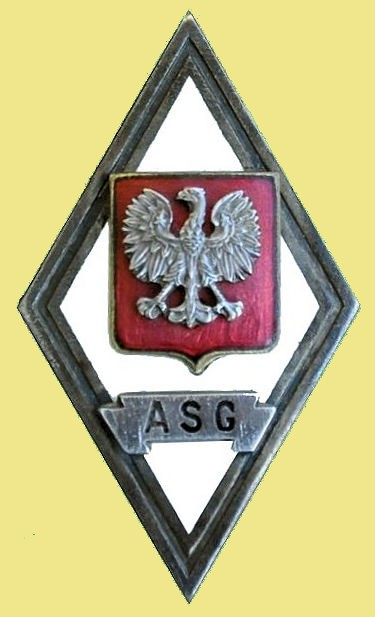
Absolwentka ASG

### Szkoły wyższe i akademie wojskowe
- Akademia Sztabu Generalnego im. gen. broni Karola Świerczewskiego - Rembertów (1947-1990)
- Wyższa Szkoła Piechoty - Rembertów (1948-1954)
- Wyższa Szkoła Artylerii - Toruń (1947-1954)
- Wyższa Szkoła Pilotów - Modlin (1958-1959)
- Wyższa Szkoła Marynarki Wojennej im. Bohaterów Westerplatte - Gdynia (1955-1987)
- Wojskowa Akademia Techniczna im. Jarosława Dąbrowskiego - Warszawa
  - Filia WAT w Centralnym Ośrodku Szkolenia Służby Uzbrojenia i Elektroniki - Olsztyn
  - Filia WAT w Centralnym Ośrodku Szkolenia Specjalistów Technicznych Wojsk Lotniczych - Oleśnica
- Wojskowa Akademia Medyczna im. gen. dyw. prof. dr. med. Bolesława Szareckiego - Łódź (1958-2003)
- Wyższa Szkoła Oficerów Polityczno-Wychowawczych - Warszawa (1946-1951)
- Wojskowa Akademia Polityczna im. Feliksa Dzierżyńskiego - Warszawa (1951-1990)

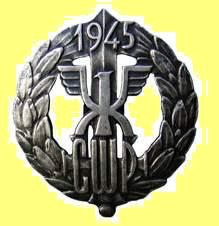
Odznaka Centrum Wyszkolenia Piechoty

### Szkoły oficerskie
- Oficerska Szkoła Piechoty i Kawalerii nr 1 - Kraków (1945-1947)
- Oficerska Szkoła Piechoty nr 2 - Gryfice (1945-1947)
- Oficerska Szkoła Piechoty nr 3 - Inowrocław (1945-1947)
- Oficerska Szkoła Piechoty nr 1 - Wrocław (1947-1962)
- Oficerska Szkoła Piechoty nr 2 - Jelenia Góra (1948-1955)
- Oficerska Szkoła Piechoty nr 3 - Elbląg (1949-1956)
- Oficerska Szkoła Wojsk Zmechanizowanych - Wrocław (1962-1967)
- Oficerska Szkoła Broni Pancernej - Modlin (1945-1947)
- Oficerska Szkoła Broni Pancernej i Wojsk Samochodowych - Poznań (1947-1948)
- Oficerska Szkoła Broni Pancernej - Poznań (1948-1951)
- Oficerska Szkoła Wojsk Pancernych i Zmechanizowanych - Poznań (1951-1957)
- Techniczna Oficerska Szkoła Wojsk Pancernych - Giżycko (1951-1957)
- Oficerska Szkoła Wojsk Pancernych - Poznań (1957-1967)
- Oficerska Szkoła Artylerii nr 1 - Chełm, Olsztyn (1944-1946)
- Oficerska Szkoła Artylerii nr 2 - Toruń (1945-1946)
- Oficerska Szkoła Artylerii - Toruń (1946-1949)
- Oficerska Szkoła Artylerii nr 1 - Toruń (1949-1957)
- Oficerska Szkoła Artylerii nr 2 - Olsztyn (1949-1957)
- Oficerska Szkoła Artylerii im. gen. Józefa Bema - Toruń (1957-1965)
- Oficerska Szkoła Wojsk Rakietowych i Artylerii im. gen. Józefa Bema - Toruń (1965-1967)
- Oficerska Szkoła Artylerii Przeciwlotniczej - Koszalin (1948-1963)
- Oficerska Szkoła Wojsk Obrony Przeciwlotniczej - Koszalin (1963-1967)
- Oficerska Szkoła Saperów - Przemyśl (1945-1946)
- Oficerska Szkoła Inżynieryjno-Saperska - Wrocław (1946-1953)
- Oficerska Szkoła Wojsk Inżynieryjnych - Wrocław (1953-1967)
- Oficerska Szkoła Obrony Przeciwchemicznej - Rembertów (1953-1954) i Kraków (1955-1957)
- Oficerska Szkoła Wojsk Chemicznych - Kraków (1957-1967)
- Oficerska Szkoła Łączności - Sieradz (1945-1950)
- Oficerska Szkoła Łączności Przewodowej - Sieradz (1950-1955)
- Oficerska Szkoła Łączności Radiowej - Zegrze (1950-1955)
- Oficerska Szkoła Łączności - Zegrze (1955-1967)
- Oficerska Szkoła Radiotechniczna - Beniaminów (1952-1955)
- Oficerska Szkoła Radiotechniczna - Jelenia Góra (1955-1969)
- Oficerska Szkoła Lotnicza - Dęblin (1946-1967)
- Oficerska Szkoła Lotnicza nr 5 - Radom (1951-1964)
- Techniczna Oficerska Szkoła Wojsk Lotniczych - Oleśnica (1955-1970)
- Oficerska Szkoła Marynarki Wojennej - Gdynia (1946-1955)
- Oficerska Szkoła Samochodowa - Bydgoszcz (1945-1946) i Koszalin (1946-1947)
- Oficerska Szkoła Samochodowa - Piła (1948-1967)
- Oficerska Szkoła Uzbrojenia - Bartoszyce (1949-1956)
- Oficerska Szkoła Uzbrojenia - Olsztyn (1957-1969)
- Oficerska Szkoła Służby Geograficznej - Warszawa (1947-1949)
- Oficerska Szkoła Topografów - Warszawa (1949-1951)
- Oficerska Szkoła Topografów - Jelenia Góra (1951-1957)
- Oficerska Szkoła Intendentury - Zgierz (1945-1949)
- Oficerska Szkoła Polityczna - Łódź (1945-1951)
- Oficerska Szkoła Prawnicza - Jelenia Góra (1949-1951), Mińsk Mazowiecki (1951-1954)
- Oficerska Szkoła Korpusu Bezpieczeństwa Wewnętrznego - Legnica (1945-1965)
- Oficerska Szkoła Wojsk Ochrony Pogranicza - Kętrzyn (1949-1969)

### Wyższe szkoły oficerskie
Warunki przyjęcia na studia

O przyjęcie do uczelni mogli ubiegać się kandydaci spośród młodzieży cywilnej i żołnierzy służby zasadniczej. Powinni oni posiadać:
- obywatelstwo polskie
- stan wolny
- wiek od 17 do 23 lat
- kategoria zdrowia "A" i zdolność do zawodowej służby wojskowej[a]
- odpowiednie wartości moralno-polityczne
- świadectwo ukończenia szkoły średniej uprawniającej do studiów w szkołach wyższych

Dodatkowym warunkiem przyjęcia do Wyższej Oficerskiej Szkoły Lotniczej było uprzednie odbycie przeszkolenia na obozie lotniczego przysposobienia wojskowego I stopnia oraz stwierdzenie przez wojskową komisję lotniczo - lekarską odpowiedniej zdolności fizycznej i psychicznej do służby w lotnictwie.
Kandydaci Do WSO wypełniali specjalne formularze podań-ankiet, które można było otrzymać w powiatowych sztabach wojskowych lub w sztabach jednostek wojskowych.
Do podania-ankiety dołączano:
- wyciąg z aktu urodzenia
- świadectwo dojrzałości lub równorzędne świadectwo ukończenia szkoły średniej uprawniającej do studiów w szkołach wyższych
- opinie organizacji politycznej lub społecznej
- dwie fotografie o wymiarach 3,5x4,5 cm
- zobowiązanie do pełnienia zawodowej służby wojskowej po ukończeniu szkoły

Egzamin wstępny obejmował:
- wiadomości o Polsce i świecie współczesnym[c]
- matematykę[d]
- fizykę[e]
- język obcy[f]
- próbę sprawności fizycznej
- badania psychologiczne

Kandydatów do Wyższej Szkoły Oficerskiej Wojsk Chemicznych zamiast egzaminu z fizyki obowiązywał egzamin z chemii.
Przebieg studiów

Studia trwały cztery lata. Okres ten był podzielony na osiem semestrów, a każdy semestr kończy się sesją egzaminacyjną. Rok szkolny trwał od 1 października do 30 września. Wyjątkowo w Wyższej Oficerskiej Szkole Lotniczej rok szkolny trwł od 2 stycznia do 31 grudnia, a czwarty rok studiów kończy się 20 listopada. Podchorążemu przysługiwało w każdym roku nauki łącznie 35 dni urlopu. Po promocji absolwenci otrzymywał 30-dniowy urlop wypoczynkowy.
Przez cały okres pobytu w szkole podchorążemu przysługiwało bezpłatne wyżywienie, umundurowanie, zakwaterowanie, pomoc lekarska i niezbędne pomoce szkolne. Podchorążowie otrzymywali uposażenie zasadnicze, którego wysokość wzrastała zależnie od roku nauki, oraz równoważnik za papierosy, a w okresie urlopów — także równoważnik za wyżywienie.
Absolwenci byli mianowani na pierwszy stopień oficerski podporucznika oraz otrzymywali dyplom ukończenia wyższych studiów zawodowych i tytuł inżyniera wojskowego określonej specjalności.
Wykaz szkół
- Wyższa Szkoła Oficerska Wojsk Zmechanizowanych im. Tadeusza Kościuszki - Wrocław (1967-1994)
- Wyższa Szkoła Oficerska Wojsk Pancernych im. Stefana Czarnieckiego - Poznań (1967-1994)
- Wyższa Szkoła Oficerska Wojsk Rakietowych i Artylerii im. gen. Józefa Bema - Toruń (1967-1994)
- Wyższa Szkoła Oficerska Wojsk Obrony Przeciwlotniczej im. por. Mieczysława Kalinowskiego - Koszalin (1967-1994)
- Wyższa Szkoła Oficerska Wojsk Inżynieryjnych im. gen. Jakuba Jasińskiego - Wrocław (1967-1994)
- Wyższa Szkoła Oficerska Wojsk Łączności im. płk. Bolesława Kowalskiego - Zegrze (1967-1997)
- Wyższa Szkoła Oficerska Wojsk Chemicznych im. Stanisława Ziai - Kraków (1967-1990)
- Wyższa Szkoła Oficerska Służb Kwatermistrzowskich im. Mariana Buczka - Poznań (1971-1994)
- Wyższa Oficerska Szkoła Samochodowa im. gen. bryg. Aleksandra Waszkiewicza - Piła (1967-1990)
- Wyższa Oficerska Szkoła Lotnicza im. Jana Krasickiego - Dęblin (1967-1994)
- Wyższa Oficerska Szkoła Radiotechniczna kpt. Sylwestra Bartosika - Jelenia Góra (1967-1994)

### Szkoły chorążych
Warunki przyjęcia

O przyjęcie do szkół chorążych mogli się ubiegać kandydaci spośród młodzieży cywilnej oraz żołnierzy odbywających zasadniczą służbę wojskową mający 17—21 lat.
Kandydaci powinni mieć ukończoną szkołę średnią lub zasadniczą szkołę zawodową. Kandydaci mający świadectwo dojrzałości byli przyjmowani do wieku 25 lat.
Kandydaci musieli:
- posiadać obywatelstwo polskie
- być stanu wolnego
- odpowiadać pod względem fizycznym i psychicznym wymaganiom służby wojskowej[i] oraz być zdolni do służby w charakterze ucznia wojskowej szkoły stwierdzone orzeczeniem właściwej wojskowej komisji lekarskiej
- odznaczać się odpowiednimi wartościami moralno-politycznymi.

Kandydaci pisali podania-ankiety do komendanta danej szkoły za pośrednictwem dowódca jednostki wojskowej lub Wojskowej Komendy Uzupełnień. Do podania-ankiety dołączano:
- wyciąg z aktu urodzenia
- świadectwo szkolne stwierdzające wykształcenie

Egzamin

Absolwenci średnich szkół zawodowych i ogólnokształcących byli przyjmowani do szkół chorążych bez egzaminów. Obowiązywała ich tylko próba sprawności fizycznej i badania psychologiczne.
Absolwentów zasadniczych szkół zawodowych i szkół równorzędnych obowiązywał egzamin wstępny z języka polskiego i matematyki z zakresu zasadniczej szkoły zawodowej oraz badania sprawności fizycznej i badania psychotechniczne.
Nauka

Nauka w szkole chorążych, łącznie z praktyką w jednostkach wojskowych, trwała od 1 roku do 3 lat, zależnie od kwalifikacji kandydatów i ich wykształcenia cywilnego. Absolwenci techników zawodowych o profilu ściśle odpowiadającym danej specjalności wojskowej uczyli się 1 rok, absolwenci średnich szkół ogólnokształcących i pozostałych techników zawodowych — 2 lata, a absolwenci zasadniczych szkół zawodowych o kierunku odpowiadającym określonej specjalności wojskowej — 3 lata.
Podczas nauki w szkole uczniowie otrzymywali tytuł i oznaki kadeta. Przysługiwało im ponadto prawo noszenia na ubiorze wyjściowym oznak korpusu osobowego oraz nadanych im odznak, a absolwentom szkoły - noszenia oznaki absolwenta szkoły. Osiągający dobre postępy w nauce mogli być mianowani na kolejne wyższe stopnie podoficerskie.
W czasie nauki kadetom przysługiwały urlopy szkolne:
- w szkołach dwu- i trzyletnich: w okresie ferii zimowych 10 dni, w okresie ferii wiosennych — 5 dni, w okresie wakacji letnich — 20 dni
- w szkołach jednorocznych: w okresie ferii zimowych — 10 dni, w okresie ferii wiosennych — 5 dni

Absolwenci szkoły, z chwilą nadania im pierwszego stopnia wojskowego w korpusie chorążych oraz powołania ich do wojskowej służby zawodowej, otrzymywali 30 dni urlopu wypoczynkowego.
Po ukończeniu nauki absolwenci otrzymywali dyplom technika odpowiedniej specjalności wojskowej lub inny dyplom stwierdzający posiadanie odpowiednich wojskowych kwalifikacji zawodowych. Absolwenci trzyletnich szkół chorążych otrzymywali świadectwo dojrzałości, w przypadku jego uzyskania.
Wykaz szkół

Odznaka absolwencka Szkoły Chorążych

- Szkoła Chorążych Wojsk Zmechanizowanych - Elbląg
- Szkoła Chorążych Wojsk Pancernych - Poznań
- Szkoła Chorążych Wojsk Rakietowych i Artylerii - Toruń
- Szkoła Chorążych Wojsk Obrony Przeciwlotniczej - Koszalin
- Szkoła Chorążych Wojsk Inżynieryjnych i Komunikacji Wojskowej - Wrocław
- Szkoła Chorążych Wojsk Chemicznych - Kraków
- Szkoła Chorążych Wojsk Łączności im. Marcelego Nowotki - Legnica
- Szkoła Chorążych Służby Czołgowo-Samochodowej - Piła
- Szkoła Chorążych Wojsk Lotniczych Personelu Latającego - Dęblin
- Szkoła Chorążych Personelu Technicznego Wojsk Lotniczych - Oleśnica
- Szkoła Chorążych Personelu Technicznego Wojsk Lotniczych - Zamość
- Szkoła Chorążych Wojsk Radiotechnicznych - Jelenia Góra
- Szkoła Chorążych Marynarki Wojennej - Gdynia
- Szkoła Chorążych Wojsk Ochrony Pogranicza - Kętrzyn
- Szkoła Chorążych Politycznych - Łódź
- Szkoła Chorążych Wojskowej Służby Wewnętrznej - Mińsk Mazowiecki
- Szkoła Chorążych Służb Kwatermistrzowskich - Poznań
- Szkoła Chorążych Wojskowej Służby Topograficznej - Toruń
- Szkoła Chorążych Służby Uzbrojenia i Elektroniki - Olsztyn
- Szkoła Chorążych Służby Zakwaterowania i Budownictwa - Giżycko
- Szkoła Chorążych Administracji Wojskowej - Łódź

### Podoficerskie szkoły zawodowe

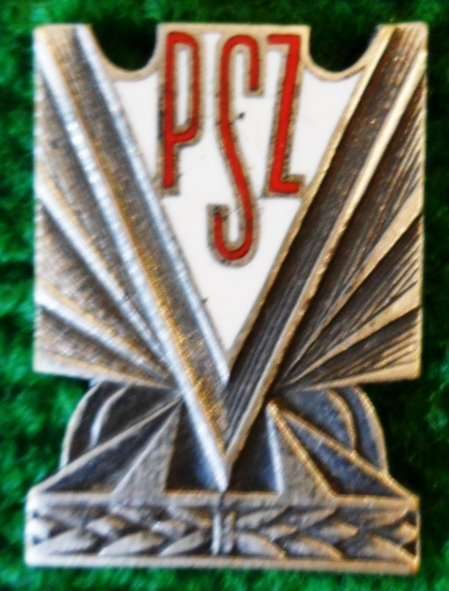
Odznaka noszona przez absolwentów Podoficerskiej Szkoły Zawodowej

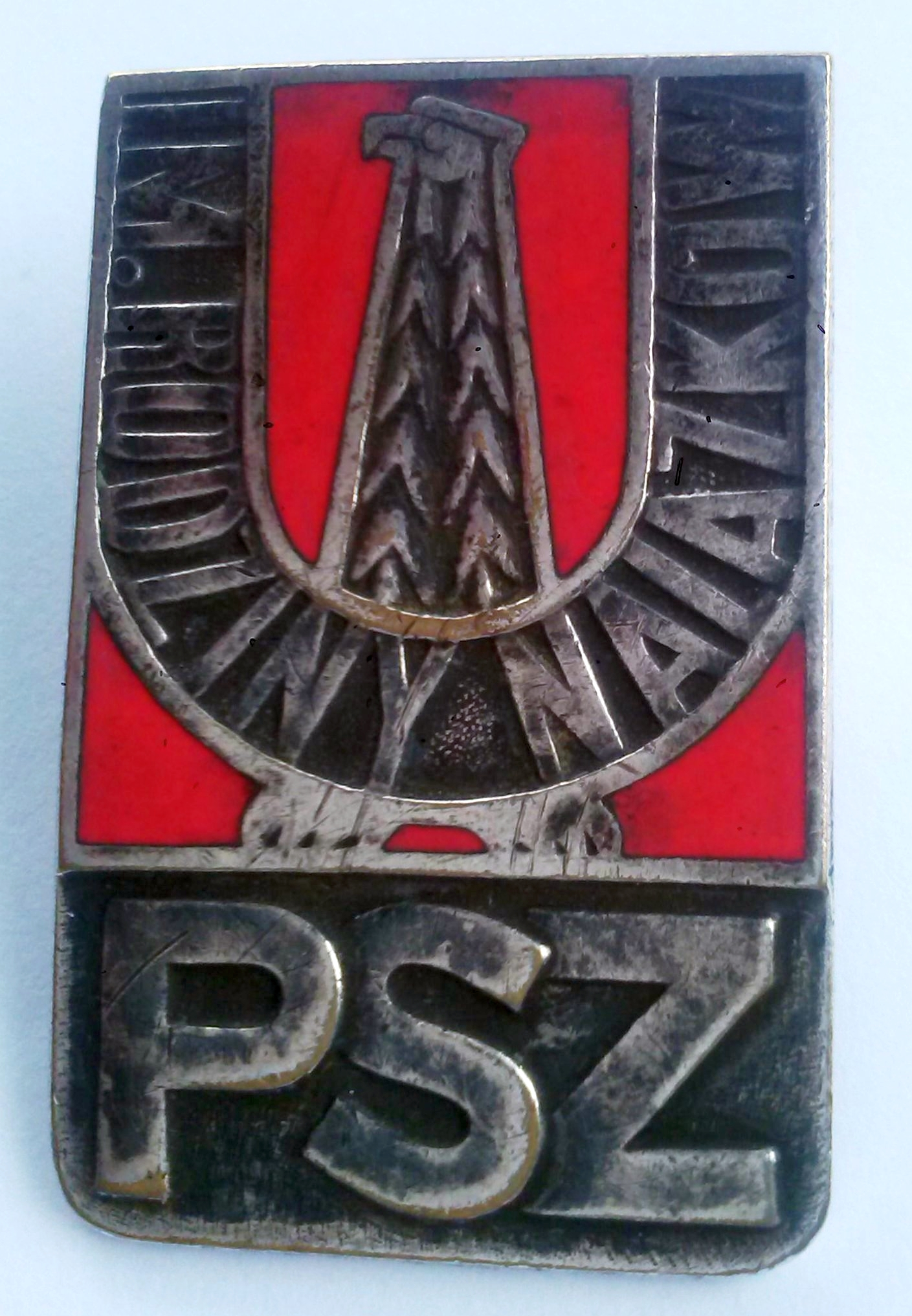
Odznaka noszona przez absolwentów PSZ im. Nalazków

Do podoficerskich szkół zawodowych mogli być przyjmowani kandydaci w wieku przedpoborowym i poborowym oraz szeregowcy służby zasadniczej, którzy do chwili rozpoczęcia nauki nie przekroczyli 12 miesięcy tej służby i w tym czasie nie ukończyli podoficerskiej szkoły służby zasadniczej lub szkoły młodszych specjalistów.
Od kandydatów do podoficerskich szkół zawodowych wymagano:
- obywatelstwa polskie
- stanu wolnego
- by odpowiadali pod względem fizycznym i psychicznym wymaganiom służby wojskowej[m] oraz byli zdolni do służby w charakterze ucznia wojskowej szkoły zawodowej[n]
- odpowiednich wartości moralno-politycznych
- wykształcenia odpowiadającego charakterowi szkoły[7]:
  - do szkoły mającej charakter techniczny — ukończoną co najmniej zasadniczą szkołę zawodową lub dwie klasy technikum o profilu zbliżonym do kierunku nauki w danej szkole
  - do Podoficerskiej Szkoły Zawodowej Służby Inżynieryjno-Budowlanej i do Podoficerskiej Szkoły Zawodowej Operatorów i Mechaników Maszyn Inżynieryjno-Budowlanych — ukończoną co najmniej zasadniczą szkołę zawodową o kierunku budowlano-instalacyjnym lub samochodowym albo kształcącą operatorów maszyn inżynieryjno-budowlanych
  - do Podoficerskiej Szkoły Zawodowej Wojskowej Służby Wewnętrznej i do Podoficerskiej Szkoły Zawodowej Wojskowej Służby Zdrowia — ukończoną co najmniej zasadniczą szkołę zawodową o dowolnym kierunku lub szkołę przysposobienia rolniczego albo 2 klasy szkoły średniej ogólnokształcącej
  - do Podoficerskiej Szkoły Zawodowej im. Rodziny Nalazków — ukończoną co najmniej szkołę podstawową

Do podania-ankiety dołączano:
- wyciąg z aktu urodzenia
- świadectwo stwierdzające wykształcenie
- zaświadczenie o stanie zdrowia[o]

Kandydatów do podoficerskich szkół zawodowych kwalifikowano na podstawie ocen wyszczególnionych w świadectwie szkolnym oraz wyników badań psychotechnicznych i prób sprawności fizycznej.
Kandydatów do Podoficerskiej Szkoły Zawodowej im. Rodziny Nalazków obowiązywał — prócz badań psychotechnicznych i próby sprawności fizycznej — również egzamin z języka polskiego i matematyki.
Nauka w szkole trwała w zasadzie 10 miesięcy. Kandydaci przyjęci do Podoficerskiej Szkoły Zawodowej im. Rodziny Nalazków szkolili się dwa lata. W ciągu pierwszego roku nauki uczeń przerabiał program szkolenia ogólnowojskowego, natomiast w drugim roku specjalizował się w zakresie wybranego przez siebie rodzaju wojsk: zmechanizowanych, pancernych lub artylerii. Po ukończeniu szkoły elewa mianowano kapralem i powołano do wojskowej służby nadterminowej lub zawodowej. Uczniowie, którzy ukończyli szkołę z bardzo dobrym wynikiem, mogli być mianowani na stopień plutonowego.
W Podoficerskiej Szkole Zawodowej Marynarki Wojennej nauka trwała też 2 lata.
Na czas nauki w szkole i odbywania praktyki uczniowie otrzymywali tytuł i oznaki elewa podoficerskiej szkoły zawodowej. Ponadto uczniom szkoły przysługiwało prawo noszenia na ubiorze wyjściowym oznak korpusu osobowego oraz nadanych im odznak, a absolwentom szkoły — noszenia oznaki absolwenta szkoły. Uczniowie, którzy osiągali dobre postępy w nauce, mogli być mianowani na stopień starszego szeregowca po co najmniej 3-miesięcznej nauce w szkole.
W czasie nauki w szkole uczniowie otrzymywali urlopy szkolne: 5 dni w okresie ferii zimowych i 5 dni w okresie ferii wiosennych. W okresie odbywania praktyki w jednostce wojskowej absolwenci szkoły otrzymywali urlop okresowy 12 dni.
Wykaz szkół
- Podoficerska Szkoła Zawodowa im. Rodziny Nalazków[8] - Elbląg (1960–1993)
- Podoficerska Szkoła Zawodowa Wojsk Pancernych - Poznań
- Podoficerska Szkoła Zawodowa Wojsk Rakietowych i Artylerii - Toruń
- Podoficerska Szkoła Artylerii Pancernej im. Obrońców Kłecka[8] - Gniezno
- Podoficerska Szkoła Zawodowa Wojsk Obrony Przeciwlotniczej - Koszalin
- Podoficerska Szkoła Zawodowa Wojsk Inżynieryjnych - Modlin (1958 - 1974)
- Podoficerska Szkoła Zawodowa Wojsk Inżynieryjnych - Gorzów Wlkp. (1958 - 1972)
- Podoficerska Szkoła Zawodowa Wojsk Inżynieryjnych nr 20 - Szczecin Podjuchy (1958 - 1973)
- Podoficerska Szkoła Zawodowa Wojsk Chemicznych
- Podoficerska Szkoła Zawodowa Wojsk Łączności im. Marcelego Nowotki[8] - Legnica
- Podoficerska Szkoła Zawodowa Wojsk Rakietowych OPK - Bemowo Piskie
- Podoficerska Szkoła Zawodowa Marynarki Wojennej - Ustka
- Podoficerska Szkoła Zawodowa Wojsk Kolejowych i Drogowych
- Podoficerska Szkoła Zawodowa Służby Czołgowo-Samochodowej
- Podoficerska Szkoła Zawodowa Służby Uzbrojenia i Elektroniki - Olsztyn
- Podoficerska Szkoła Zawodowa Służb Kwatermistrzowskich
- Podoficerska Szkoła Zawodowa Służby Zakwaterowania i Budownictwa
- Podoficerska Szkoła Zawodowa Wojsk Radiotechnicznych - Chorzów
- Podoficerska Szkoła Zawodowa Wojskowej Służby Zdrowia - Łódź
- Podoficerska Szkoła Zawodowa Administracji Wojskowej - Łódź
- Podoficerska Szkoła Zawodowa Wojskowej Służby Wewnętrznej - Mińsk Mazowiecki
- Podoficerska Szkoła Zawodowa Wojsk Ochrony Pogranicza
- Ośrodek Szkolenia Podoficerów i Operatorów Maszyn Inżynieryjnych im. Henryka Mereckiego[8] - Ełk

### Centra i ośrodki szkolenia

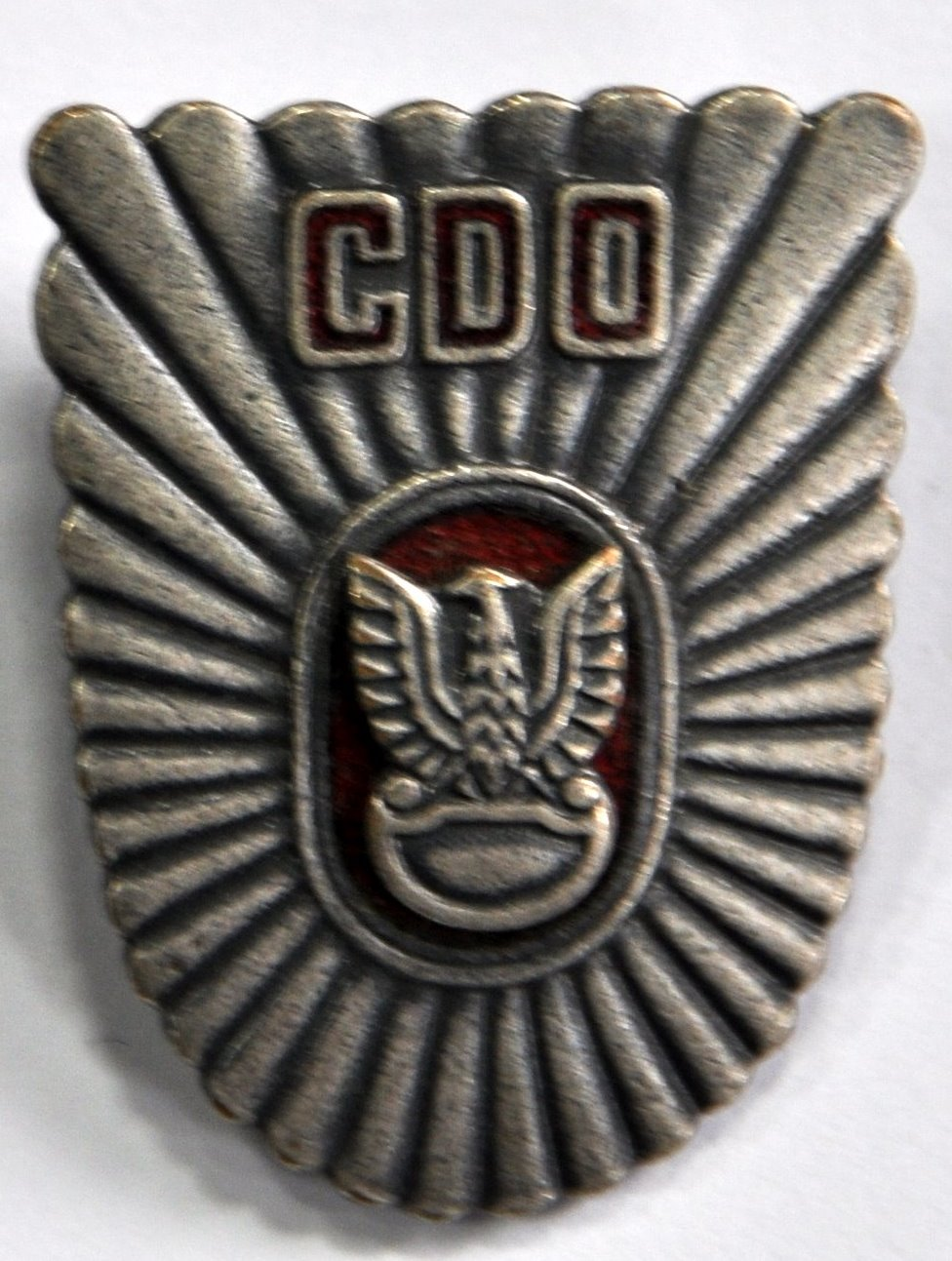
Odznaka Centrum Doskonalenia Oficerów

- Centralny Ośrodek Szkolenia Ogólnowojskowego – Warszawa
- Centrum Doskonalenia Oficerów WP im. gen. Stanisława Popławskiego – Warszawa
- Centrum Doskonalenia Kadr Administracji Wojskowej – Łódź
- Centrum Szkolenia Specjalistów Wojsk OPK – Bemowo Piskie
- Centrum Szkolenia Specjalistów MW im. Franka Zubrzyckiego – Ustka
- Centrum Wyszkolenia Kwatermistrzowskiego – Poznań (1949-1956)
- Centralny Ośrodek Szkolenia Wojsk Łączności im. Marcelego Nowotki – Legnica
- Centralny Ośrodek Szkolenia Służby Uzbrojenia i Elektroniki im. por. Walerego Bagińskiego i ppor. Antoniego Wieczorkiewicza – Olsztyn
- Centralny Ośrodek Szkolenia Wojskowej Służby Wewnętrznej im. Feliksa Dzierżyńskiego – Mińsk Mazowiecki
- Ośrodek Szkolenia Oficerów Politycznych im. Ludwika Waryńskiego – Łódź
- Ośrodek Szkolenia Służb Kwatermistrzowskich – Poznań (1957-1968)
- Ośrodek Szkolenia Wojsk Lądowych im. Rodziny Nalazków[8] – Elbląg (1970–1993)
- Ośrodek Szkolenia WOP im. por. Mieczysława Kalinowskiego – Koszalin
- Centrum Szkolenia Służb Kwatermistrzowskich – Poznań (1968-1971)
- Ośrodek Szkolenia Podoficerów i Operatorów Maszyn Inżynieryjnych im. por. Henryka Mareckiego – Ełk (1967 – 1974)
- Ośrodek Szkolenia Specjalistów Wojsk Inżynieryjnych – Ełk (1974 – 2000)
- Ośrodek Szkolenia Nurków i Płetwonurków WP im. kmdr. Stanisława Mielczarka – Gdynia-Oksywie
- Ośrodek Szkolenia Specjalistów Ubezpieczenia Lotów – Grudziądz
- 13 Ośrodek Szkolny Specjalistów Wojsk Inżynieryjnych – Dębica (1988 – 1995)
- Centralny Ośrodek Szkolenia Specjalistów Technicznych Wojsk Lotniczych – Oleśnica
- Techniczna Szkoła Wojsk Lotniczych im. Michała Wójtowicza – Zamość
- Wojskowe Studium Nauczania Języków Obcych – Łódź

### Szkoły oficerów rezerwy (1973-1980)
- Szkoła Oficerów Rezerwy w Wyższej Szkole Oficerskiej Wojsk Zmechanizowanych - Wrocław
- Szkoła Oficerów Rezerwy w Wyższej Szkole Oficerskiej Wojsk Pancernych - Poznań
- Szkoła Oficerów Rezerwy w Wyższej Szkole Oficerskiej Wojsk Rakietowych i Artylerii - Toruń
- Szkoła Oficerów Rezerwy w Wyższej Szkole Oficerskiej Wojsk Obrony Przeciwlotniczej - Koszalin
- Szkoła Oficerów Rezerwy w Wyższej Szkole Oficerskiej Wojsk Łączności - Zegrze
- Szkoła Oficerów Rezerwy w Centrum Szkolenia Specjalistów Artylerii i Radiotechniki im. Wojciecha Kętrzyńskiego[8]  - Bemowo Piskie
- Szkoła Oficerów Rezerwy w Ośrodku Szkolenia Wojsk Lądowych im. Rodziny Nalazków - Elbląg

### Szkoły podchorążych rezerwy (od 1980)
- Szkoła Podchorążych Rezerwy w Wyższej Szkole Oficerskiej Wojsk Zmechanizowanych - Wrocław
- Szkoła Podchorążych Rezerwy w Wyższej Szkole Oficerskiej Wojsk Pancernych - Poznań
- Szkoła Podchorążych Rezerwy w Wyższej Szkole Oficerskiej Wojsk Rakietowych i Artylerii - Toruń
- Szkoła Podchorążych Rezerwy w Wyższej Oficerskiej Szkole Lotniczej - Dęblin
- Szkoła Podchorążych Rezerwy w Wyższej Szkole Oficerskiej Wojsk Obrony Przeciwlotniczej - Koszalin
- Szkoła Podchorążych Rezerwy w Wyższej Oficerskiej Szkole Radiotechnicznej - Jelenia Góra
- Szkoła Podchorążych Rezerwy w Wyższej Szkole Oficerskiej Wojsk Łączności - Zegrze
- Szkoła Podchorążych Rezerwy w Centrum Szkolenia Służby Uzbrojenia i Elektroniki - Olsztyn
- Szkoła Podchorążych Rezerwy przy 18 Pułku Artylerii Przeciwlotniczej - Jelenia Góra
- Szkoła Podchorążych Rezerwy przy 12 Pułku Radioliniowo-Kablowym - Świecie
- Szkoła Podchorążych Rezerwy w Centrum Szkolenia Łączności - Legnica
- Szkoła Podchorążych Rezerwy przy JW 2244 Samodzielny Batalion Saperów - Pułtusk

### Szkoły wojskowe dla małoletnich
- Ogólnokształcące Liceum Lotnicze im. F. Żwirki i S. Wigury w Dęblinie
- Liceum Lotnicze w Zielonej Górze
- Wojskowa Szkoła Muzyczna II°w Gdańsku
- Wojskowe Liceum Muzyczne w Gdańsku
- Ogólnokształcące Liceum Wojskowe w Częstochowie
- Ogólnokształcące Liceum Wojskowe w Olsztynie
- Ogólnokształcące Liceum Wojskowe w Toruniu
- Ogólnokształcące Liceum Wojskowe we Wrocławiu
- Ogólnokształcące Liceum Wojskowe w Lublinie